# Agüeira
Agüeira'', és una parròquia consagrada a Sant Joan pertanyent al municipi de Becerreá, província de Lugo.
La parròquia la travessa la carretera N-VI, qua connecta A Coruña amb Madrid. En ella s'hi conserva una fita miriamètrica, pertanyent a l'antic Camí Reial de Madrid a A Coruña, amb les indicacions A LUGO 51, A MADRID 460 i A LEON 176. El juliol de 2017 aquesta fita va ser netejada i revaloritzada per l'ajuntament de Becerreá mitjançant la seva senyalització.

## Demografia
Segons el padró municipal de 2004 la parròquia d'Agüeira tenia 134 habitants (73 homes i 61 dones), distribuïts en 10 entitats de població (o lugares), el que pressuposà una disminució en relació al padró de l'any 1999 quan hi havia 149 habitants. Segons l'IGE, el 2014 la seva població va caure dràsticament fins a les 76 persones (41 homes i 35 dones).

## Llocs
- Agüeira
- A Balsa
- Cela
- Chao de Vila
- A Ferrería
- A Horta
- Pozancas |
- Serra da Horta
- Torallo
- Valiña